# Henrique Ferreira
Henrique Ferreira (ur. 16 listopada 1960) – mozambicki lekkoatleta, sprinter, uczestnik Letnich Igrzysk Olimpijskich 1984.
Podczas Igrzysk w Los Angeles, wziął udział w rywalizacji biegaczy na 200 metrów. Startując z ósmego toru w siódmym biegu eliminacyjnym, uzyskał wynik 21,87, co dało mu 5. miejsce w jego biegu eliminacyjnym (nie awansował do następnej fazy). W łącznej klasyfikacji zajął 52. miejsce na 76 sklasyfikowanych zawodników).
Wystartował także w sztafecie 4 × 400 metrów, gdzie sztafeta mozambicka zajęła 20. miejsce (odpadli w eliminacjach).

## Rekordy życiowe
| Dystans            | Wynik (s) | Data |
| ------------------ | --------- | ---- |
| bieg na 200 metrów | 21,68     | 1984 |
| bieg na 400 metrów | 48,33     | 1984 |